# Живокіст бульбистий
Живокіст бульбистий (Symphytum tuberosum) — вид рослин з родини шорстколистих (Boraginaceae), поширений у Туреччині та Європі.

## Підвиди
Symphytum tuberosum
- Symphytum tuberosum L. subsp. tuberosum
- Symphytum tuberosum subsp. angustifolium (A.Kern.) Nyman = Symphytum popovii Dobrocz.

## Опис
Багаторічна трав'яниста з повзучим кореневищем, волосиста, рослина 20–40(50) см заввишки. Стебло пряме, квадратне, порожнисте, нерозгалужене або лише трохи розгалужене у верхній частині. Листки чергові, нижні черешкові, верхні сидячі, від еліптичних до яйцювато-ланцетних, довжиною до 12 см, волосисті. Чашолистки злиті на 1/5–1/3. Віночок трубчасто-цибулиноподібний, листочки блідо-жовті. Стебло 20–60 см. горішки сферично-яйцюваті, 3–3.6 × 2.4–2.8 мм; поверхня поздовжно ребриста, злегка блискуча, чорна. 2n=96.

## Поширення
Поширений у Туреччині, західній, центральній і південно-східній Європі; також культивується.
В Україні вид зростає у гірських листяних лісах, серед чагарників — тільки в східних Карпатах (Закарпатська і частково Чернівецька
області).